# 113
113（一百一十三）是112與114之間的自然数。

## 數學
- 第30個質數。前一個為109、下一個為127。
  - 畢達哥拉斯質數
  - 陳質數
  - 反素数
  - 普羅斯質數
  - 愛森斯坦質數
  - 索菲熱爾曼質數
  - 此數字雖然是自然質數，但不是高斯質數。前一個有此性質的自然質數是109、下一個是137。（OEIS數列A002313）

其第一象限之高斯質數的整数分解為{\displaystyle \left(8+7i\right)\times \left(8-7i\right)}。
- 第85個虧數，真因數和為1，虧度為112。前一個為111、下一個為115。
- 第77個不尋常數，大於平方根的質因數為113。前一個為111、下一個為114。
- 第71個無平方數因數的數。前一個為111、下一個為114。
- 第47個十进制的等數位數。前一個為112、下一個為115。
- {\displaystyle {355 \over 113}} 是圓周率的密率。
- 第8個中心正方形數
- 第6個原始數
- 無法用4個4表示的最小數
- 113與下一個質數127相差14，比先前任何連續兩個質數的質數間隙都大。[1]

## 科學上
- 鉨的原子序數。
- 113結構，在材料學上指具有鈣鈦礦結構之化合物。

## 其他領域
- 中華民國（臺灣）的婦幼保護專線（免付費，2001年由中華民國內政部設置）。
- 的舉報間諜專線（由警察廳提供）。[2]
- 網路用語，國立交通大學的簡稱。
- 中国的国内人工长途挂号台。主叫用户拨打113，向长途台通报被叫方的单位名称或电话号码，然后挂机等待。由本地长途台向上级长途台申请长途线路、人工转接。接通被叫用户后，长途台振铃提醒主叫用户可以长途通话。这种长途电话被称为“迟缓接续制”，主叫用户往往需要等待数小时才能通话。至1981年左右，中国一、二线大城市逐步开通自动长途电话业务，国内人工长途挂号业务逐渐淡出。
- 斯堪尼亞N113型巴士，瑞典斯堪尼亞設計生產的後置引擎巴士底盤型號，主要在香港及新加坡使用
- 恒生113，是香港一座商業大廈，因位於亞皆老街113號而命名